# Cathédrale de Lund
La cathédrale de Lund (Lunds domkyrka), située dans le jardin Lundagård, au centre de Lund (Suède), est la plus grande cathédrale romane de Scandinavie. Aujourd'hui, elle est un temple de l'Église de Suède (Église évangélique luthérienne). Avec 700 000 visiteurs en 2008, c'est la principale attraction touristique de la ville de Lund et l'un des 20 sites les plus visités de Suède.

## Histoire

### Construction
Lund a été dès sa fondation une ville chrétienne. Une église en bois a été datée du début des années 990, au niveau de la rue Kattesund, à l'emplacement du musée Drottens Kyrkoruin, justifiant l'époque présumée de la fondation de la ville. Le Danemark faisait à cette époque, comme toute la Scandinavie, partie de l'archidiocèse de Hambourg-Brême, qui avait été chargé d'évangéliser la région. Cependant, le Danemark voyait d'un mauvais œil ceci, car cela représentait une menace contre son indépendance. Le roi Sven II de Danemark tenta en 1054 d'obtenir la création d'un archidiocèse du Danemark auprès du pape Léon IX. Bien que le pape ne fût pas hostile à cette idée, l'archevêque Adalbert de Brême s'y opposa fermement et l'archidiocèse ne fut pas créé. En 1060, Sven II divisa les trois diocèses qui composait alors le Danemark (Fionie, Seeland et Scanie) en dix, de façon à mieux justifier la formation de l'archidiocèse. Lund devient alors le siège d'un de ces diocèses, tout comme sa voisine Dalby. En 1085, au plus tard, fut consacrée l'autel d'une première cathédrale à Lund, à l'emplacement de l'actuelle.
Un nouvel essai de création d'un archidiocèse eut lieu avec le nouveau pape Alexandre II, mais sans réponse. Enfin, en 1103, Éric Ier de Danemark profite d'un pèlerinage à Rome pour demander au pape Pascal II non plus la fondation d'un archidiocèse du Danemark, mais d'un archidiocèse scandinave. Cette fois-ci, le pape accepta, et, l'année suivante, l'évêque de Lund Asser est fait archevêque. À partir de l'établissement de Lund comme archevêché, la vie religieuse devint au centre de l'histoire de la ville. Mais les archevêques de Lund prirent rapidement une importance proche de celle du souverain lui-même. Pour remercier Asser de son aide pour gagner le trône, Éric II concéda à l'archevêché plusieurs privilèges, qui permirent sa croissance économique,. L'évêché étant devenu un archevêché, il fut décidé de construire une nouvelle cathédrale à l'emplacement de l'ancienne. L'architecte semble être un certain Donatus, probablement d'origine italienne, qui aurait probablement aussi été impliqué dans la cathédrale Saint-Martin de Mayence et la cathédrale Notre-Dame-de-l'Assomption-et-Saint-Étienne de Spire, avec lesquelles on trouve d'importantes similarités stylistiques. Le maître-autel de la crypte de cette nouvelle cathédrale, première partie construite, fut consacré en 1123. La cathédrale et le maître-autel furent consacrés à saint Laurent le 1er septembre 1145 par l'archevêque Eskil, successeur d'Asser. En 1145, la cathédrale dans sa totalité fut consacrée par Eskil ; cette cathédrale n'avait aucun équivalent dans les pays nordiques.

### Lund, centre religieux du Danemark

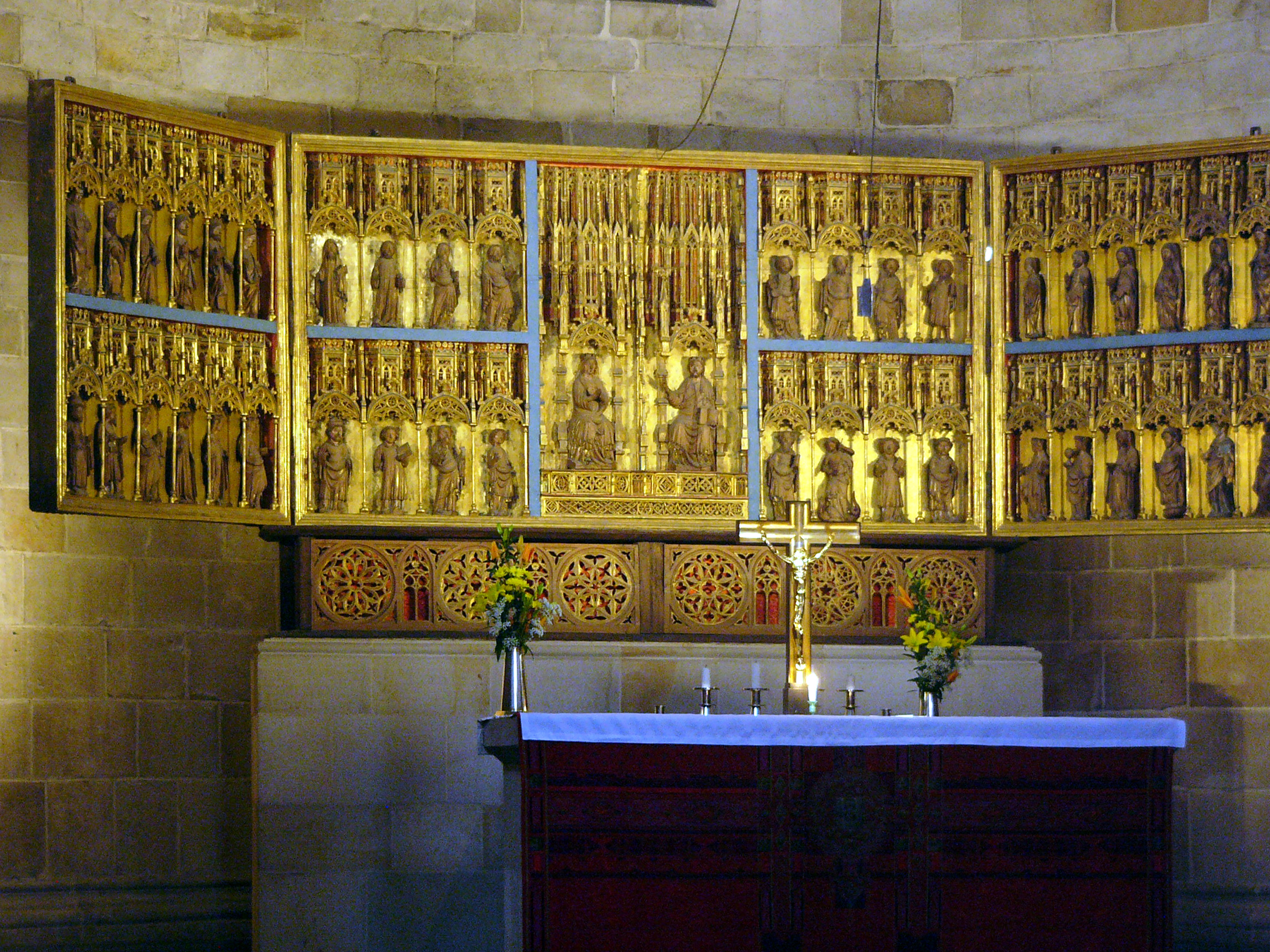
Le retable et l'autel de la cathédrale

Lund devint ainsi le cœur religieux du Danemark. De nombreux monastères, couvents, prieurés etc. se développèrent autour de la cathédrale. Lund devint aussi un lieu de rencontre important pour la royauté et la noblesse. Valdemar II de Danemark se fit couronner dans la cathédrale en 1202, tout comme Éric IV de Danemark en 1232.
Absalon, archevêque de Lund de 1177 à 1201, fit élever une façade ouest, avec d'imposantes tours. Le style était alors anglo-normand, bien que certains motifs du reste du bâtiment aient été repris. En 1234, un important incendie ravagea la cathédrale, dont le plafond était en bois. Plusieurs voûtes s'effondrèrent, ainsi que des poutres, qui en tombant endommagèrent fortement les murs. Cet incendie n'épargna que la crypte. Lors de sa reconstruction, la cathédrale se vit parer d'un mur de lecture, d'une nouvelle voûte et d'une nouvelle façade ouest. En revanche, une galerie royale fut retirée, signe des tensions entre l'archevêque de l'époque Jakob Erlandsen et le roi. Les murs furent aussi renforcés durant la reconstruction par des contreforts et arcs-boutants.
Durant le reste du Moyen Âge, de nombreux éléments artistiques furent rajoutés. Dans les années 1370, des stalles gothiques furent installées dans le chœur. En 1398, un retable en bois gothique fut placé dans la chapelle principale. Autour de l'année 1424, une horloge astronomique fut installée dans la nef.
Entre 1510 et 1524, l'artiste allemand Adam van Düren entreprit une rénovation majeure de l'église. Il ajouta à l'édifice de nombreuses sculptures en pierre, consolida le transept grâce à un puissant contrefort, perça des fenêtres dans le chœur et reconstruit partiellement les tours. Il ajouta aussi plusieurs sculptures dans la crypte et surtout y construisit un sarcophage monumental pour l'archevêque Birger Gunnersen.

### La Réforme et le traité de Roskilde
La Réforme protestante commença à s'installer au Danemark, en particulier à Malmö, voisine de Lund, où en 1527 eurent lieu les premiers offices protestants. En parallèle, la position de l'archevêque de Lund était affaiblie par de nombreux conflits internes, ainsi qu'avec le pape, de sorte que depuis la mort de l'archevêque Birger Gunnersen le 10 décembre 1519, aucun archevêque de Lund ne fut confirmé par le pape. Le dernier archevêque, Torben Bille, tenta ainsi en vain de lutter contre les luthériens, car la Réforme fut officiellement proclamée au Danemark en 1536. Torben fut alors emprisonné, mais fut relâché l'année suivante. La position d'archevêque fut alors remplacée par le poste de surintendant.
La cathédrale, devenue ainsi siège d'un diocèse luthérien, fut dépossédée de plusieurs statues, autels, reliques et autres objets de valeurs. La quasi-totalité des 27 églises et monastères de la ville fut détruite, seuls demeurant la cathédrale et le cloître Saint-Pierre. La réforme diminua aussi l'importance de Lund, qui n'était déjà plus le pôle majeur de la région depuis la forte croissance de Malmö sous l'influence hanséatique.
La Scanie, et en particulier Lund, fut par la suite accablée par de nombreux conflits contre la Suède. Un important conflit pour Lund fut celui de 1644 qui laissa la ville en piteux état et la cathédrale n'échappe pas à ce constat. Après un nouveau conflit, la région devient suédoise en 1658 à la faveur du traité de Roskilde. Le Danemark tenta alors sans succès de récupérer ces terres perdues en 1676 lors de la guerre de Scanie. Le traité de paix fut signé en 1679 dans la cathédrale et est connu sous le nom de paix de Lund. En 1709, les Danois tentèrent pour la dernière fois de récupérer la Scanie, mais toujours sans succès : Lund et sa cathédrale resteront maintenant suédoises.
En 1666, l'université de Lund fut fondée et elle fut inaugurée le 28 janvier 1668 en grande pompe. Cette université vivait alors sur les ressources de l'évêché, et, n'ayant pas de bâtiments propres, ce fut la cathédrale qui servit de bâtiment principal de l'université. Ainsi, la faculté de théologie utilisait le chœur de la cathédrale, la faculté de droit occupait la chapelle ouest et la faculté de médecine était située dans la chapelle est. Après la fermeture de l'université à cause de la guerre de Scanie, l'université reprit en 1682, mais, en 1688, le roi Charles XI de Suède donna le jardin Lundagård et le bâtiment Kungshuset à l'université, constituant ainsi ses premiers propres locaux.

### Les grandes rénovations

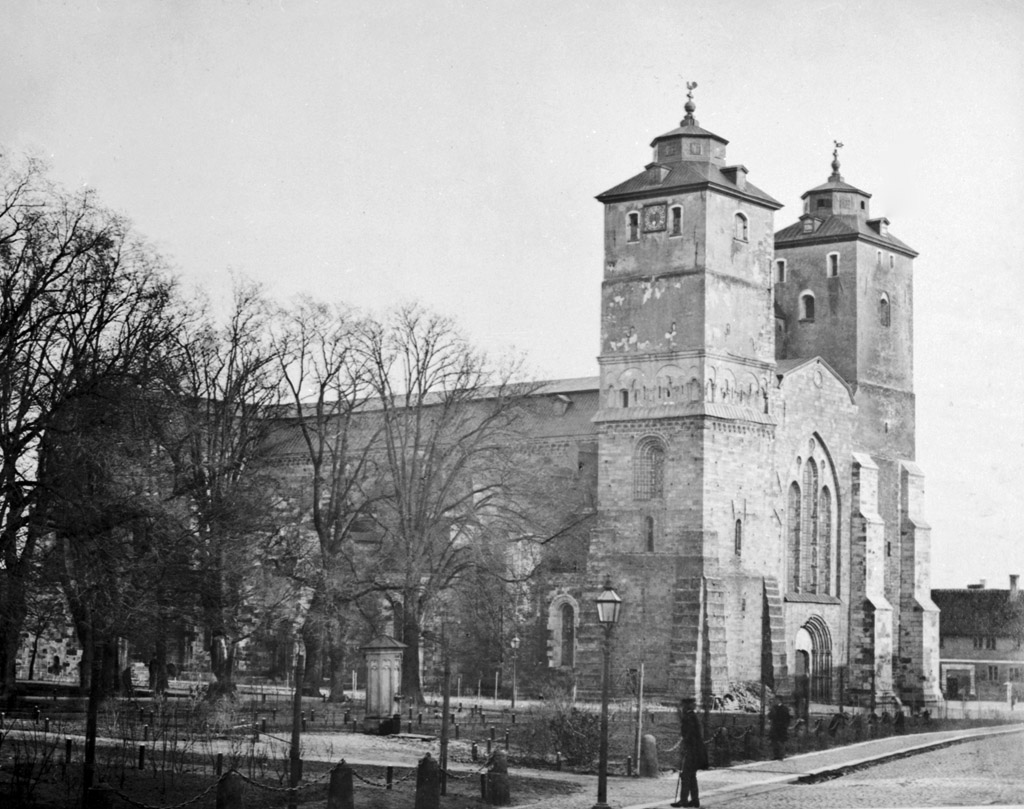
La cathédrale avant la grande restauration de Helgo Zettervall

Après les dommages subis par l'église en 1644, le manque d'argent et d'architectes compétents fit que seules les réparations urgentes furent effectuées. Durant la seconde moitié du XVIIIe siècle, ont effectua d'importants changements sur l'architecture extérieure : les pignons furent détruits et on posa les toits en mansarde, les tours furent remaniées et en particulier raccourcies... À la fin du siècle, il fut tenté de rendre au grès sa blancheur initiale et, pour ce faire, les pierres furent toutes retaillées. Malheureusement, ceci fut fait de façon très grossière et abîma très fortement les sculptures. En parallèle, les chapelles que n'occupait plus l'université depuis qu'elle avait ses propres locaux furent rasées entre 1811 et 1813.
Devant le besoin évident d'une véritable restauration, le professeur Axel Nyström de Stockholm dressa des plans à la demande du conseil de l'église et Carl Georg Brunius fut chargé de mener les travaux. Ce dernier effectua les restaurations très consciencieusement, notant en particulier minutieusement l'état de la cathédrale avant ses travaux. Vers 1860, C.G. Brunius fut relayé dans ses travaux par le jeune architecte Helgo Zettervall. Mais ce dernier avait une vision différente de celle de Carl Georg et un conflit se créa entre ces deux hommes, aboutissant à la nomination d'une commission pour arbitrer ce conflit. La commission décida que la cathédrale devait être rénovée pour lui rendre l'apparence qu'elle avait avant l'incendie de 1234. Helgo Zettervall fut moins extrême que ce que la commission demandait, mais retira effectivement un grand nombre des modifications effectuées depuis le Moyen Âge : les contreforts et arcs-boutants furent retirés, les pignons furent reconstruits... De plus, il détruisit les deux tours pour en reconstruire des nouvelles, plus grandes, sans rapports avec les tours initiales.

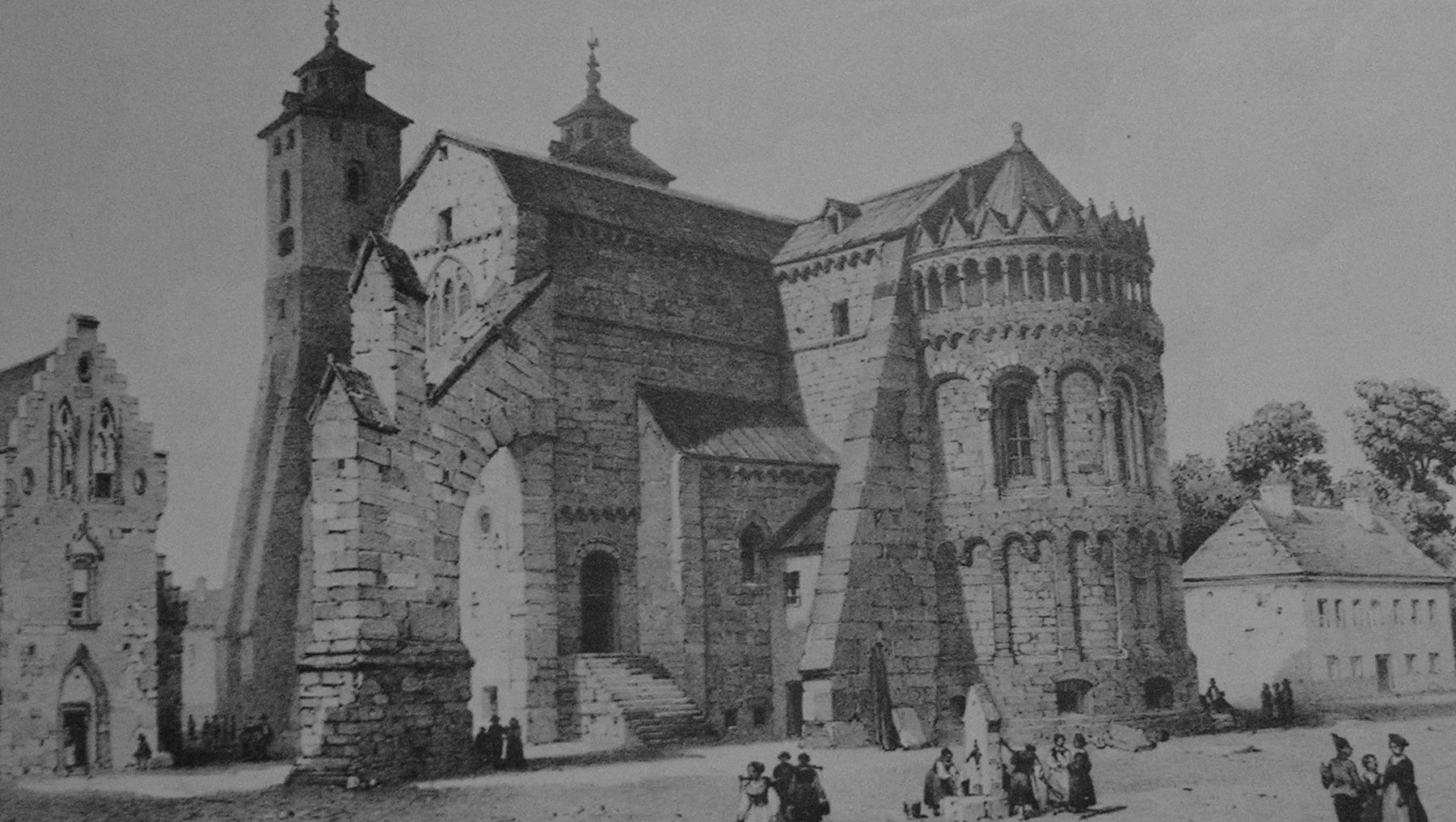
La cathédrale en 1839, on voit bien les contreforts et arcs-boutants retirés par Helgo
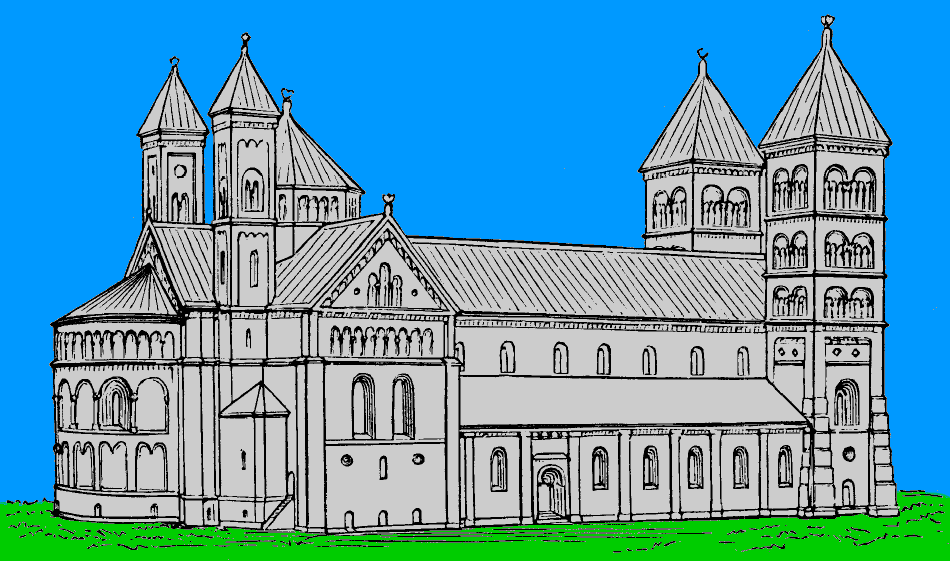
Proposition de restauration de la cathédrale par Helgo Zettervall.
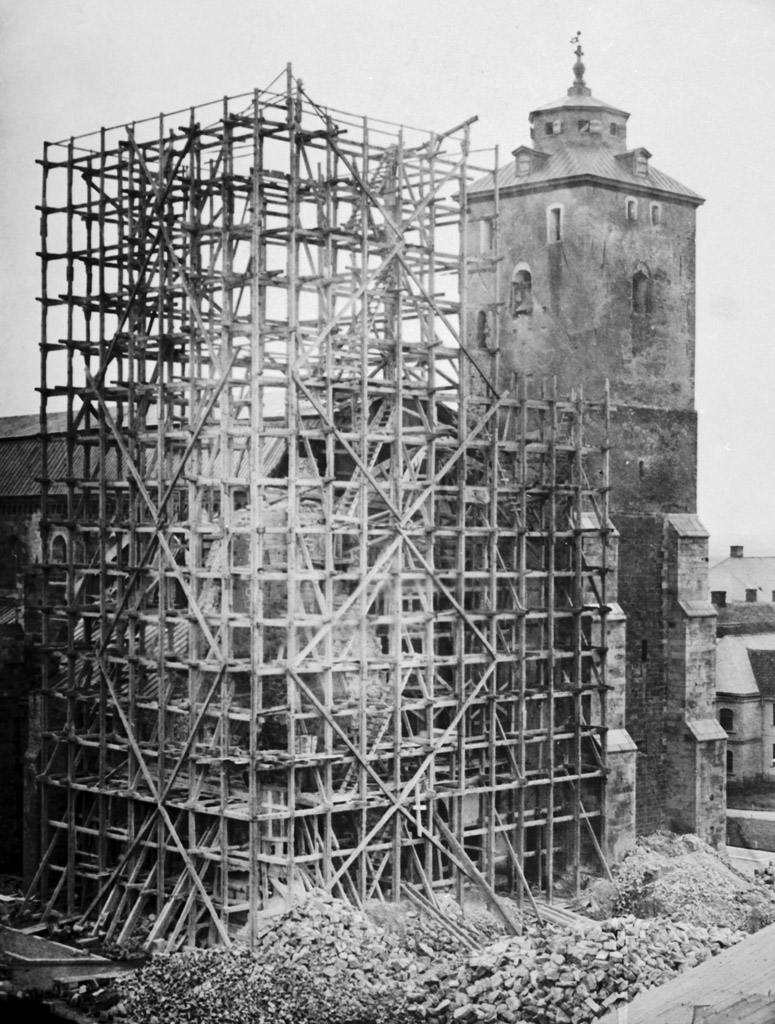
Démolition d'une tour durant la rénovation.

## Architecture

### Général
La cathédrale est construite en grès, prélevé dans une carrière située à Höör, à quelques kilomètres de là. Le style de l'édifice est principalement roman lombard et de la région du Rhin.
Principales dimensions:
- longueur : 86 m
- largeur : 37 m
- hauteur des tours : 55 m
- hauteur sous voûte : 22 m

### Architecture extérieure

#### Les tours
Dans les années 1860 à 1900, l'architecte Helgo Zettervall procéda à un remaniement en profondeur de la façade afin de lui conférer un style roman plus homogène. Les deux tours furent entièrement reconstruites. D'une hauteur de 55 m, elles forment un repère caractéristique aisément visible depuis les plaines environnantes. Elles ne sont pas ouvertes au public. La plus ancienne cloche date de 1513.

#### Le portail occidental
L'entrée principale consiste en deux portes en bronze construites par Carl Johan Dyfverman. Elles comportent 24 reliefs, avec des motifs de la Bible, principalement de l'Ancien Testament. Au-dessus de la porte se trouve un tympan représentant Jésus Christ, Knut IV de Danemark et saint Laurent.

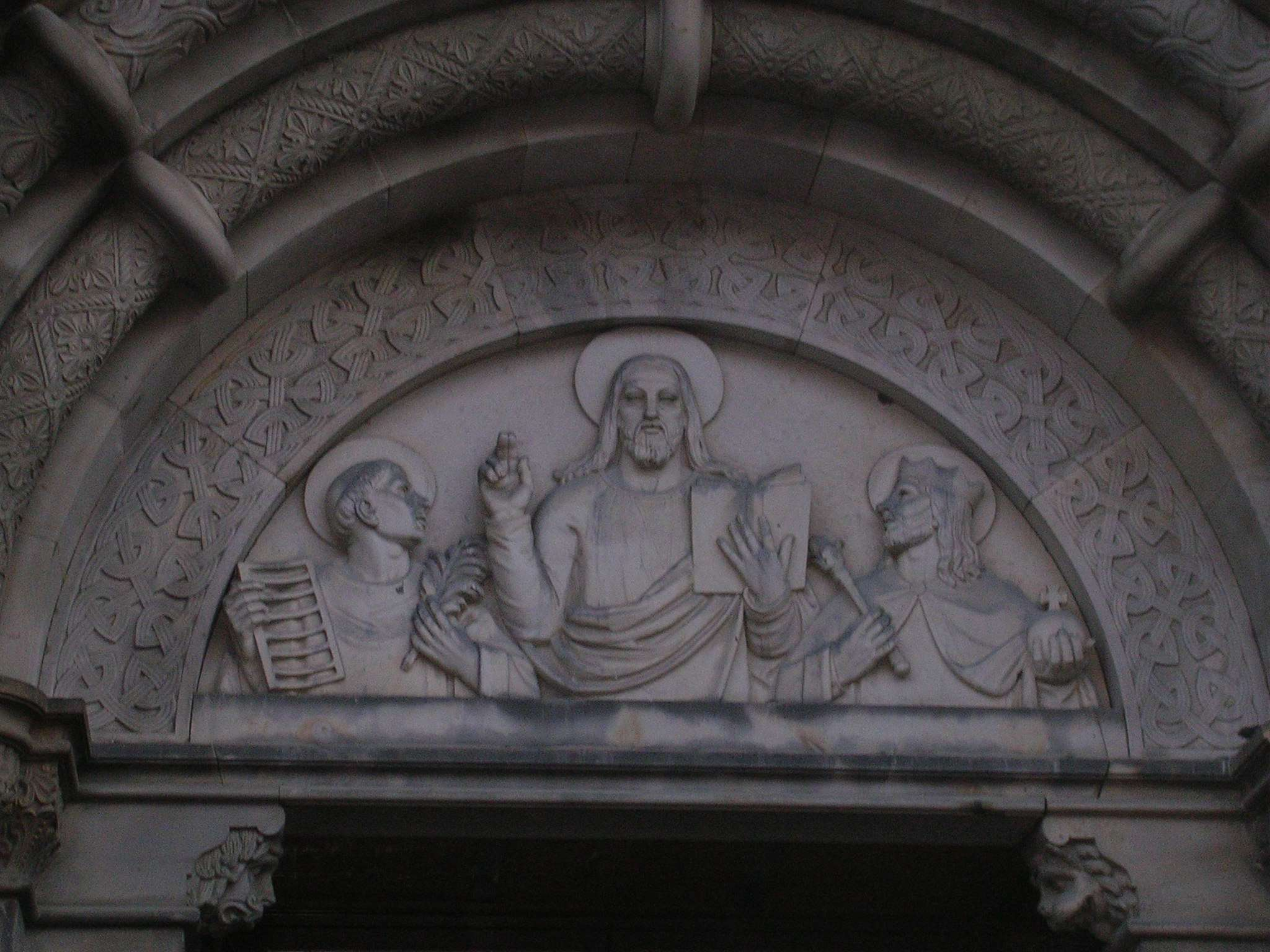
Le tympan.

### Architecture intérieure

#### La crypte
La crypte est restée en grande partie inchangée depuis sa consécration en 1123. Elle est relativement vaste et comprend une partie centrale, deux chapelles latérales et une abside. Elle n'est qu'en partie enterrée, ce qui implique que le chœur et le transept sont plus haut que la nef. Elle est caractérisée par de nombreux piliers comportant différents motifs, dont des motifs en zigzag ou en spirale. Sur deux des piliers, d'imposants hauts-reliefs relatent l'histoire de Finn le Géant, le constructeur légendaire de la cathédrale. Sur le premier est représenté Finn lui-même, tandis que sur l'autre se trouve sa femme et son enfant, tous trois empoignant les colonnes pour, selon la légende, détruire l'église. D'après plusieurs historiens, il s'agirait des figures bibliques de Samson et Dalila, renversant le temple de Gaza sur les Philistins. Les colonnes et piliers soutiennent les voûtes d'arêtes.

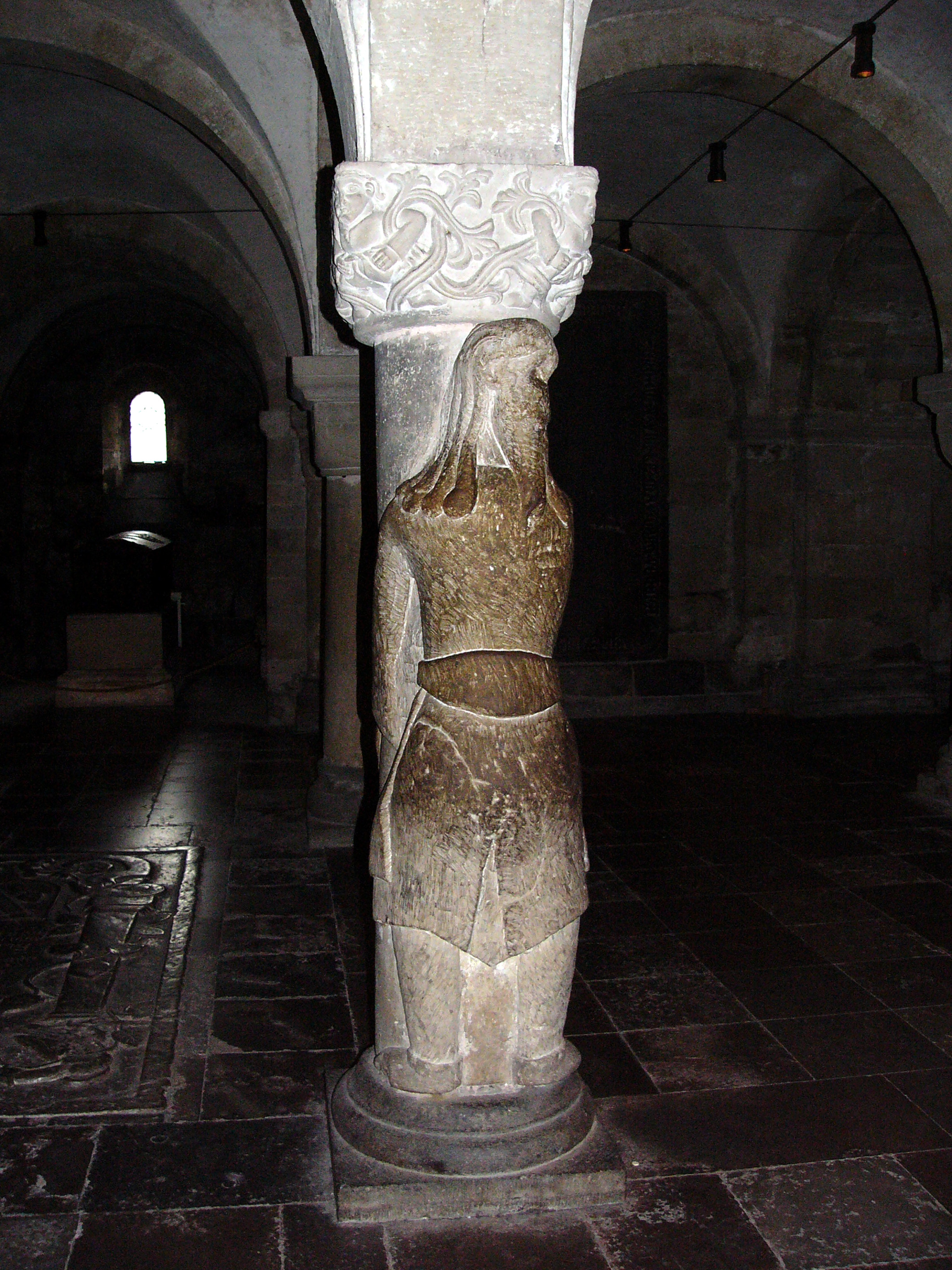
Finn le géant étreignant une colonne de la crypte pour détruire la cathédrale.
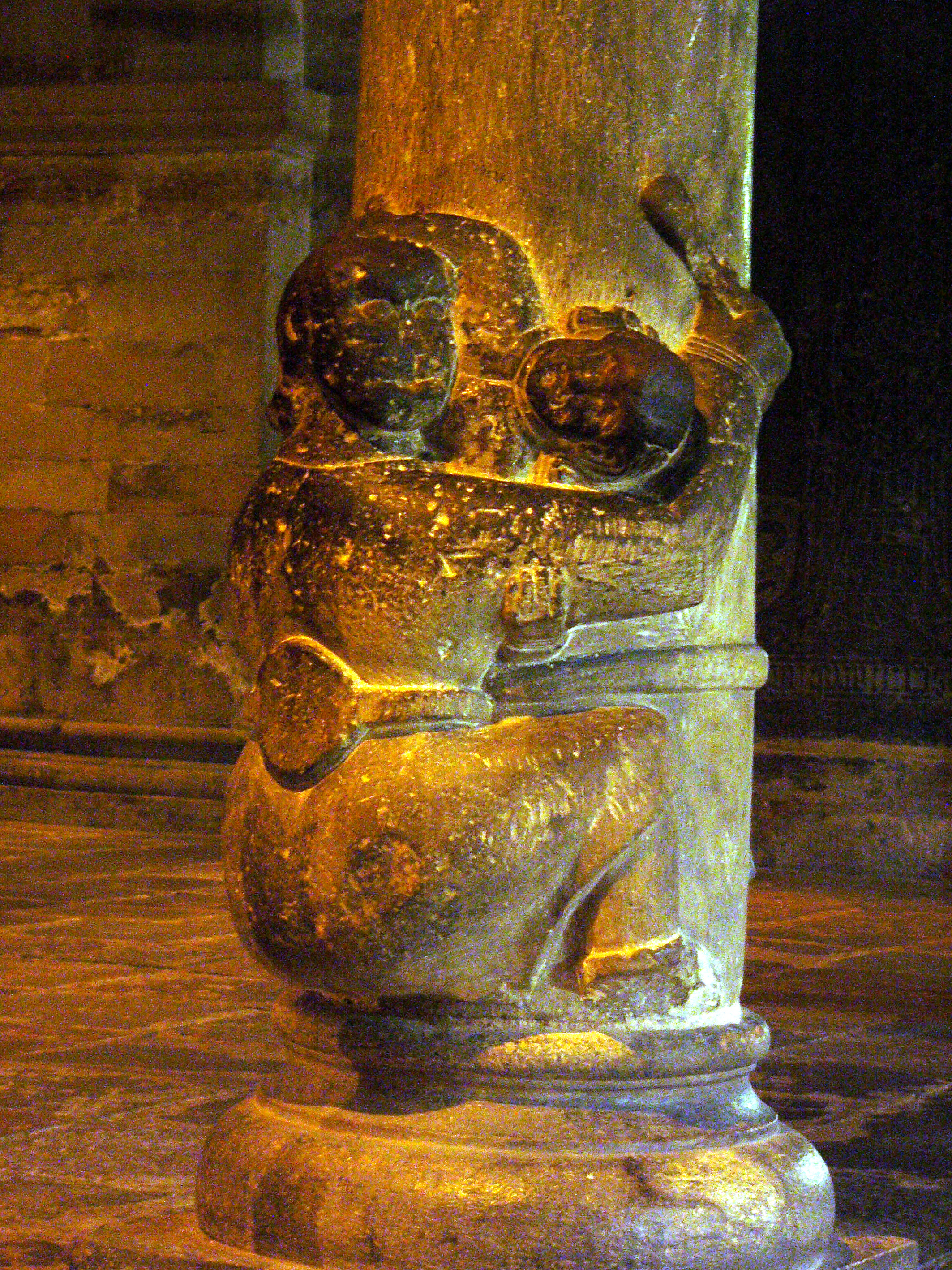
La femme de Finn.
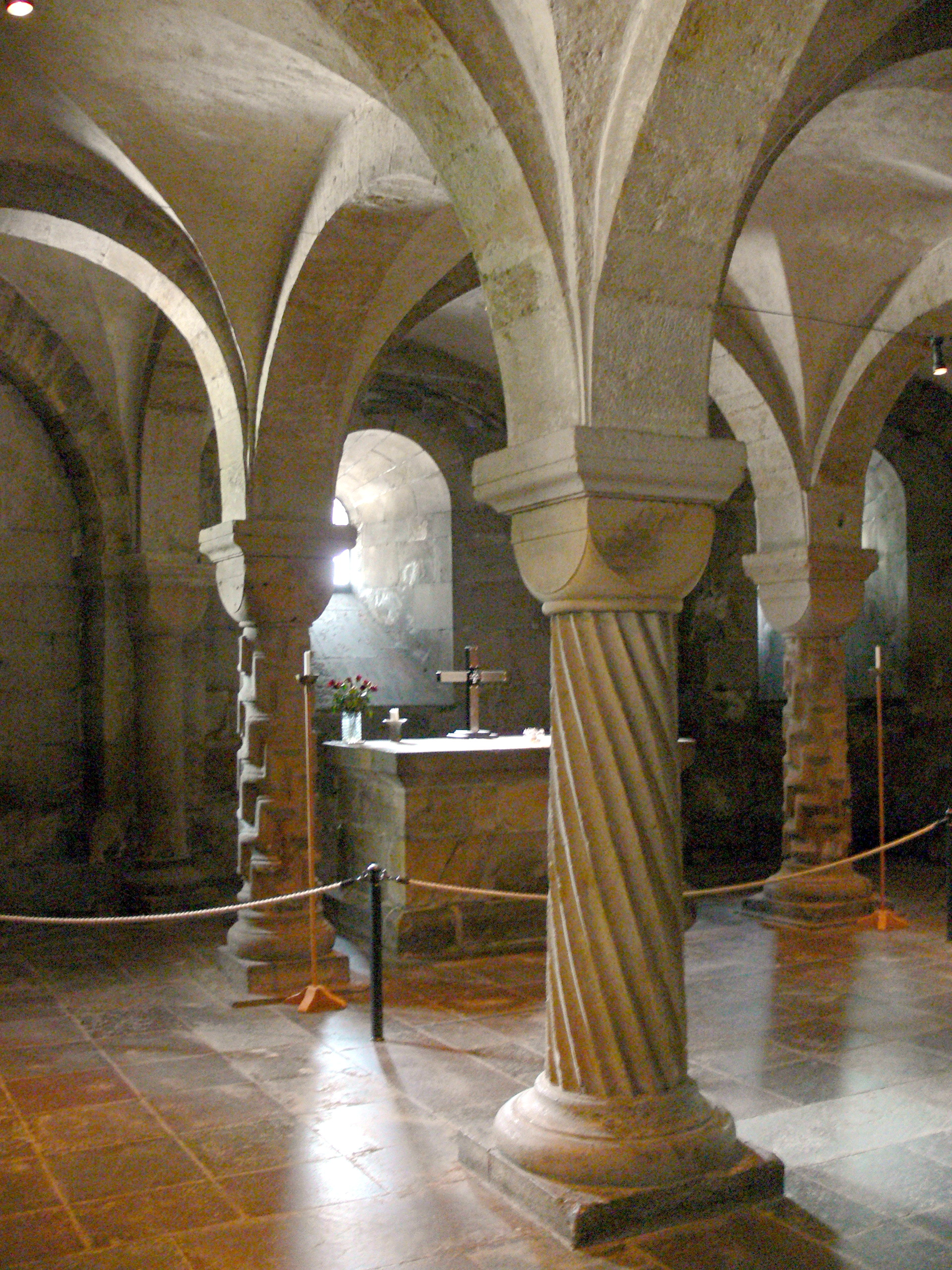
L'autel de la crypte

#### Le transept

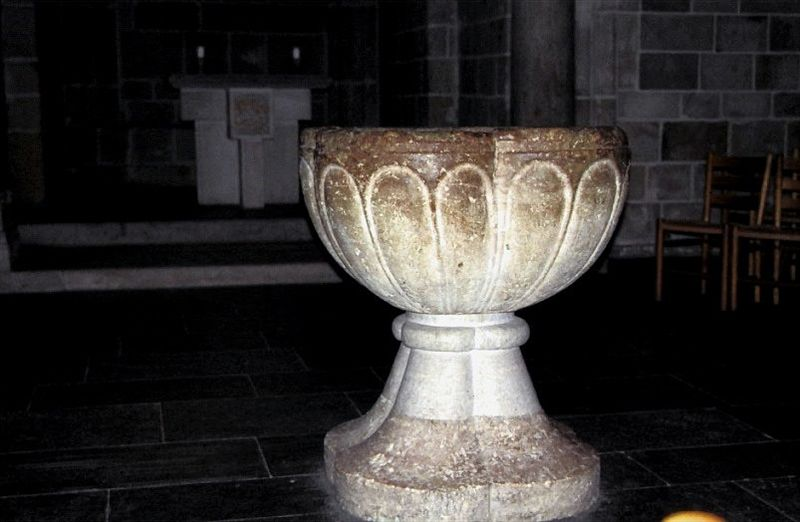
Fonts baptismaux dans le transept nord

Le transept nord était initialement une chapelle privée pour les archevêques ; un d'entre eux, Andreas Sunesen, y est d'ailleurs enterré. De nos jours, cette partie de l'église est utilisée pour les baptêmes. On y trouve les fonts baptismaux, datant du XIIIe siècle, ce qui en fait une des plus anciennes pièces de la cathédrale, bien qu'ils se trouvaient initialement dans la crypte.
Dans le transept sud se trouve un grand candélabre datant de la fin du XVe siècle, initialement placé dans le chœur. Il comprend sept branches, comme la Menorah du temple de Jérusalem. Intégré dans le mur se trouve le bas-relief d'Adam van Düren, montrant les saints patrons de la cathédrale, qui y ont été placés lors de la rénovation de Zettervall.

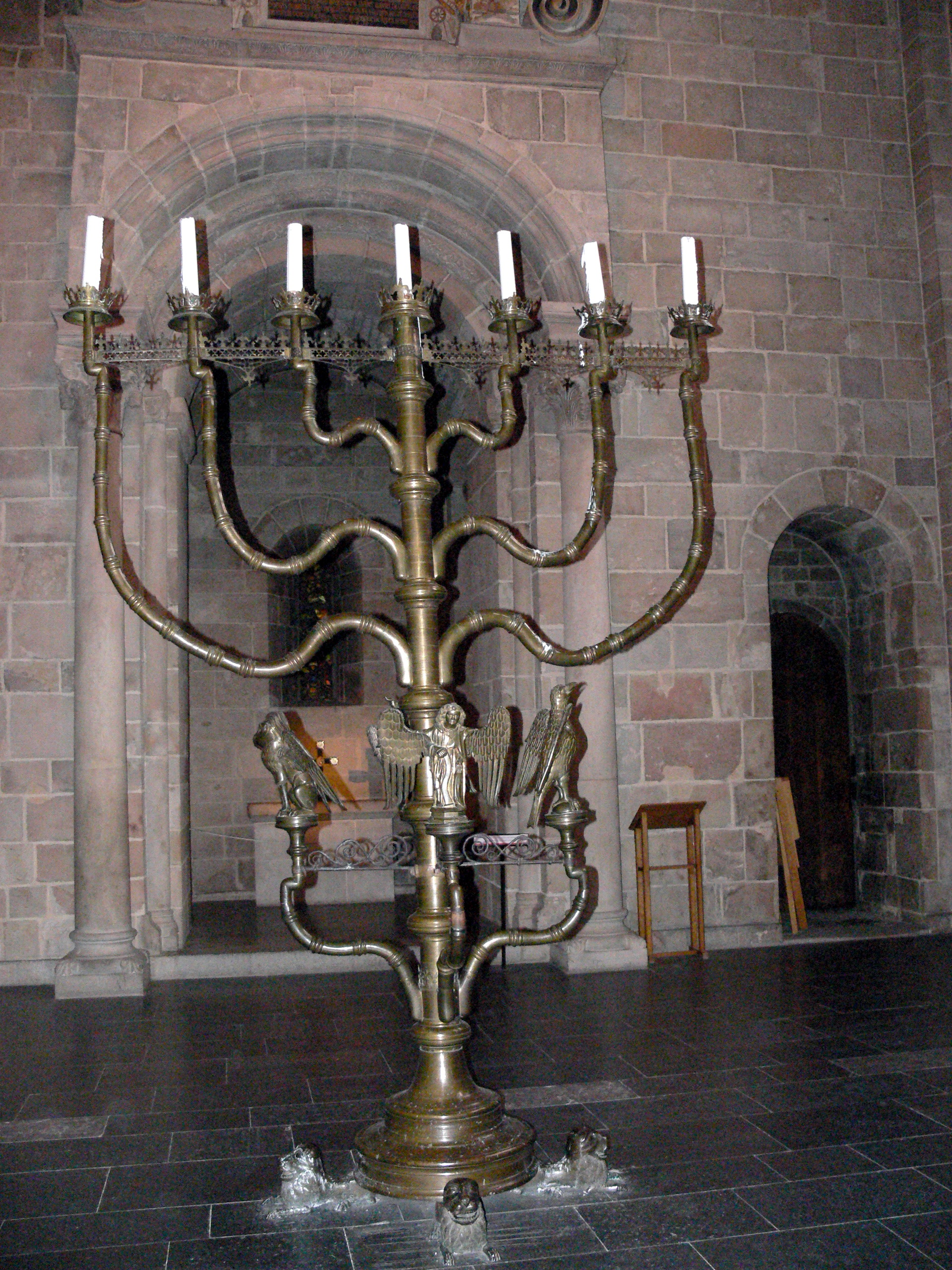
Le grand candélabre, de la fin du XVe siècle, dans le transept sud.
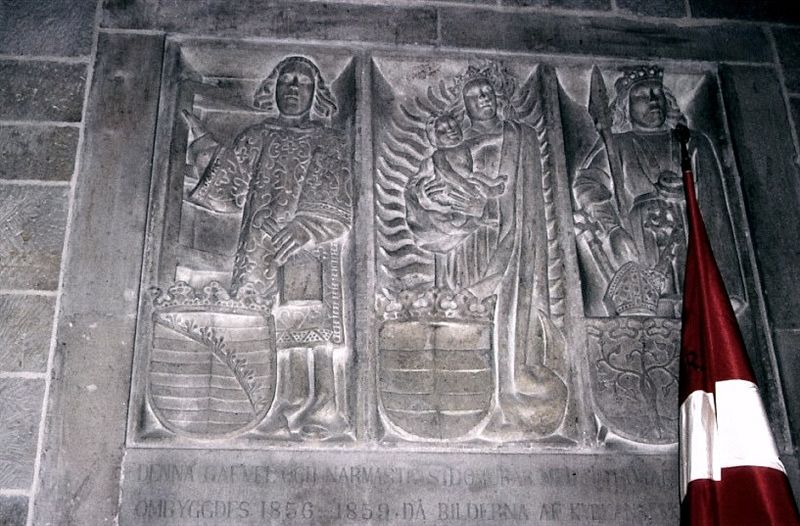
Bas-relief d'Adam van Düren, dans le transept sud. Sculptures dans le transept nord. Lions et seraphins. XIIe siècle.

#### Chœur et abside

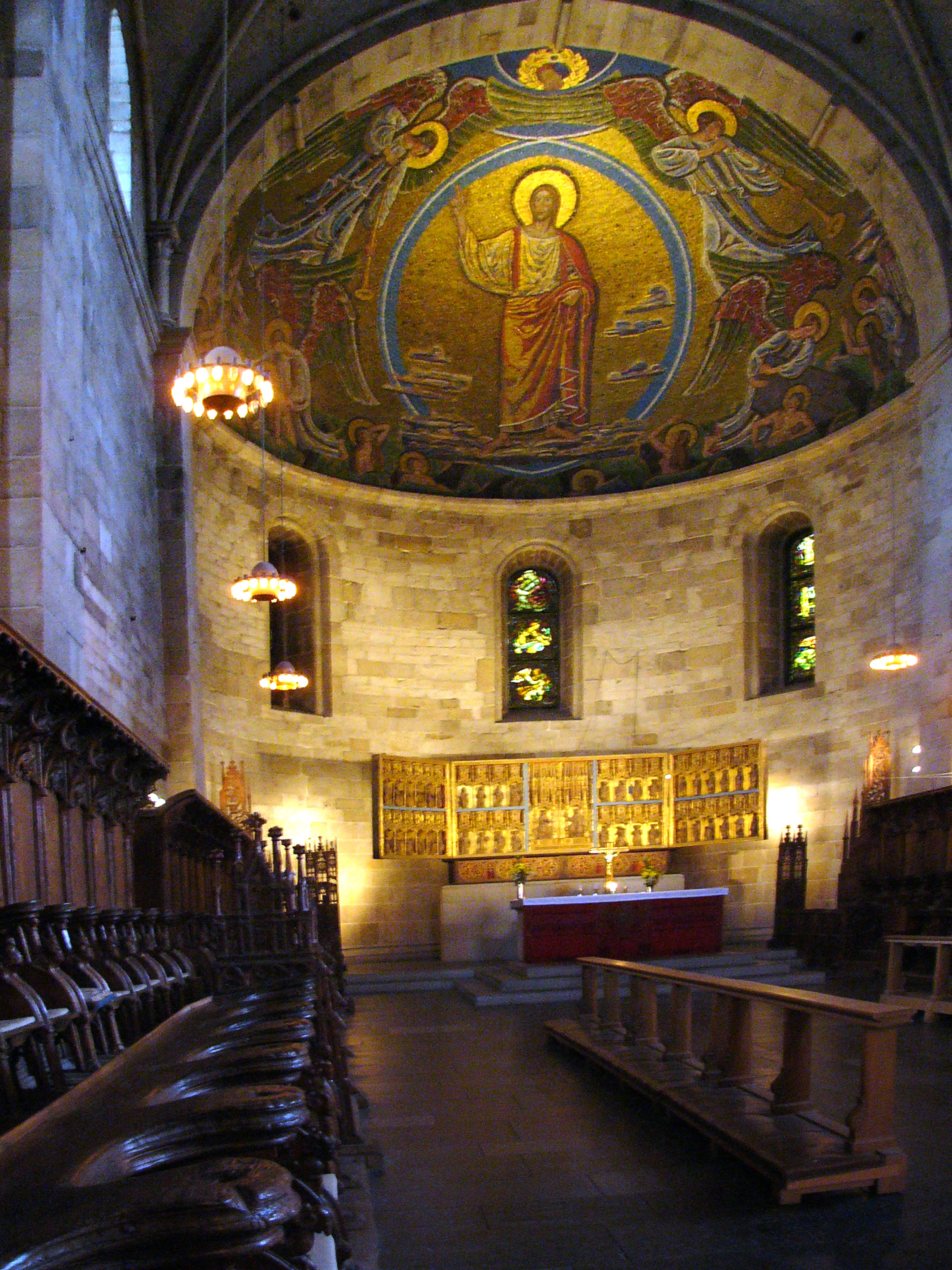
Chœur et abside

L'abside est ornée d'une magnifique mosaïque dorée, de six mètres de hauteur, représentant le Christ. Elle a été réalisée sous la direction de Joakim Skovgaard, un artiste danois, entre 1925 et 1927. Les matériaux utilisés sont le verre de Venise et la pierre naturelle. 

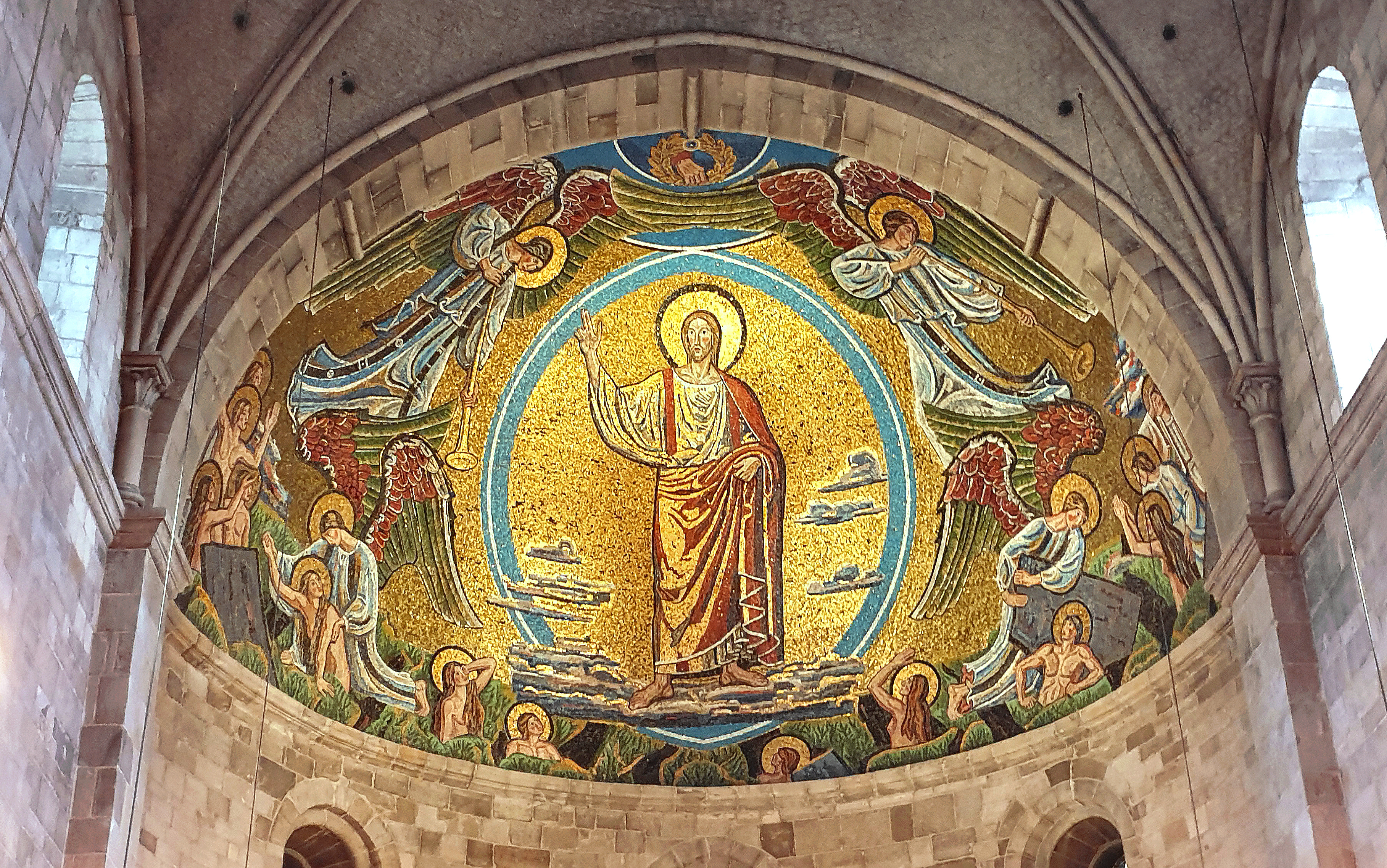
Mosaïque.

## Ornements

### Les orgues
La cathédrale possédait déjà un orgue en 1237. En 1837, un nouvel orgue fut construit ; il était alors le plus grand de Suède. Cependant, lors de la restauration de Helgo Zettervall, celui-ci désirait diviser l'orgue de façon à laisser entrer plus de lumière.
Aujourd'hui, il y a cinq orgues dans la cathédrale. L'orgue principal a été construit entre 1932 et 1934 par l'entreprise danoise Marcussen & Søn et est l'un des plus grands en Suède. Il possède 102 registres et 7 074 tuyaux. Il fut rénové en 1992 par la même entreprise. Les quatre autres orgues sont situés respectivement dans la crypte, le baptistère, le chœur et le plus petit est situé dans l'horloge astronomique.

### L'horloge astronomique
L'horloge astronomique Horologium mirabile Lundense fut construite aux alentours de l'année 1425. Elle fut démontée en 1837, puis restaurée et réinstallée en 1923.
L'horloge s'anime tous les jours à 12 h et 15 h, sauf le dimanche où elle s'active à 13 h et 15 h pour ne pas déranger le culte. L'orgue de l'horloge, le plus petit de l'église, joue alors In dulci jubilo, alors que six figures en bois, représentant les rois mages et leur servants, passent et s'inclinent devant Marie et Jésus-Christ, assis sur un trône au centre.
En haut de l'horloge, il y a deux chevaliers qui marquent les heures. La partie supérieure de l'horloge est l'horloge astronomique à proprement parler. Elle indique les différents signes du zodiaque, les phases de la Lune et l'endroit où le soleil se lève puis se couche. La partie inférieure de l'horloge est un calendrier, grâce auquel on peut calculer entre autres les dates des différentes fêtes. Au milieu du calendrier se trouve saint Laurent, saint patron de la cathédrale, et, à ses côtés, les symboles des quatre Évangélistes. Le calendrier actuel va de 1923 à 2123.

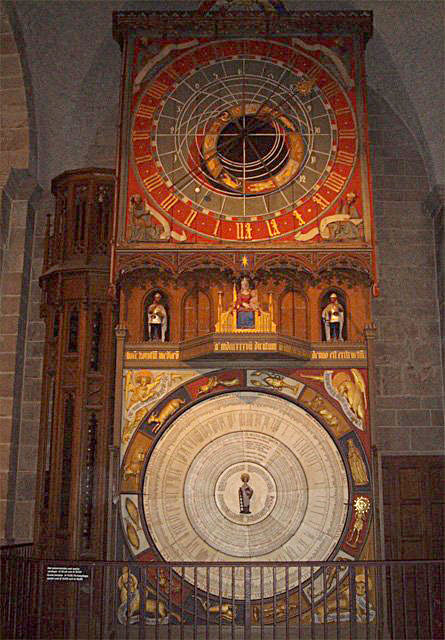
L'horloge astronomique.

### Les stalles

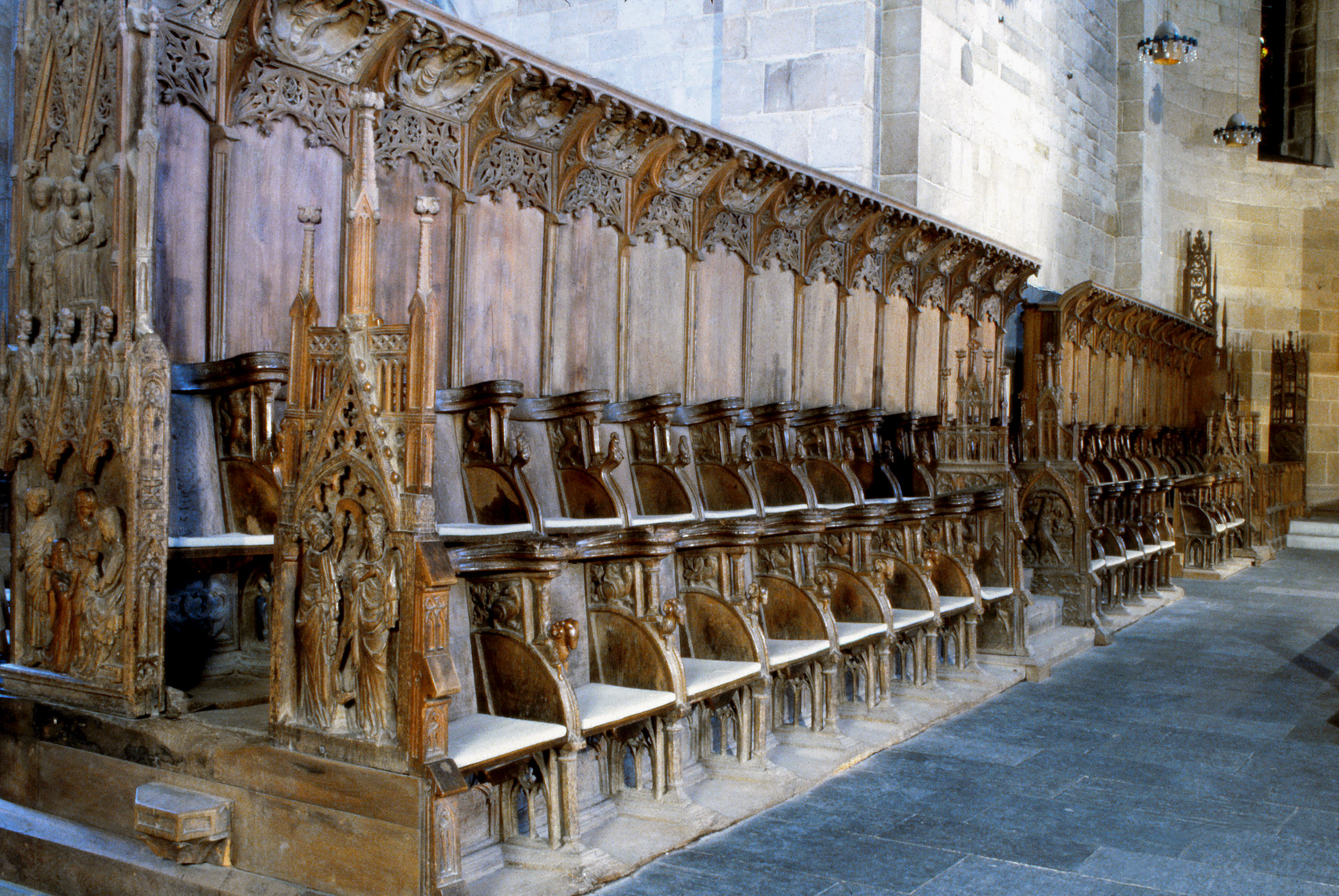
Les stalles du chœur

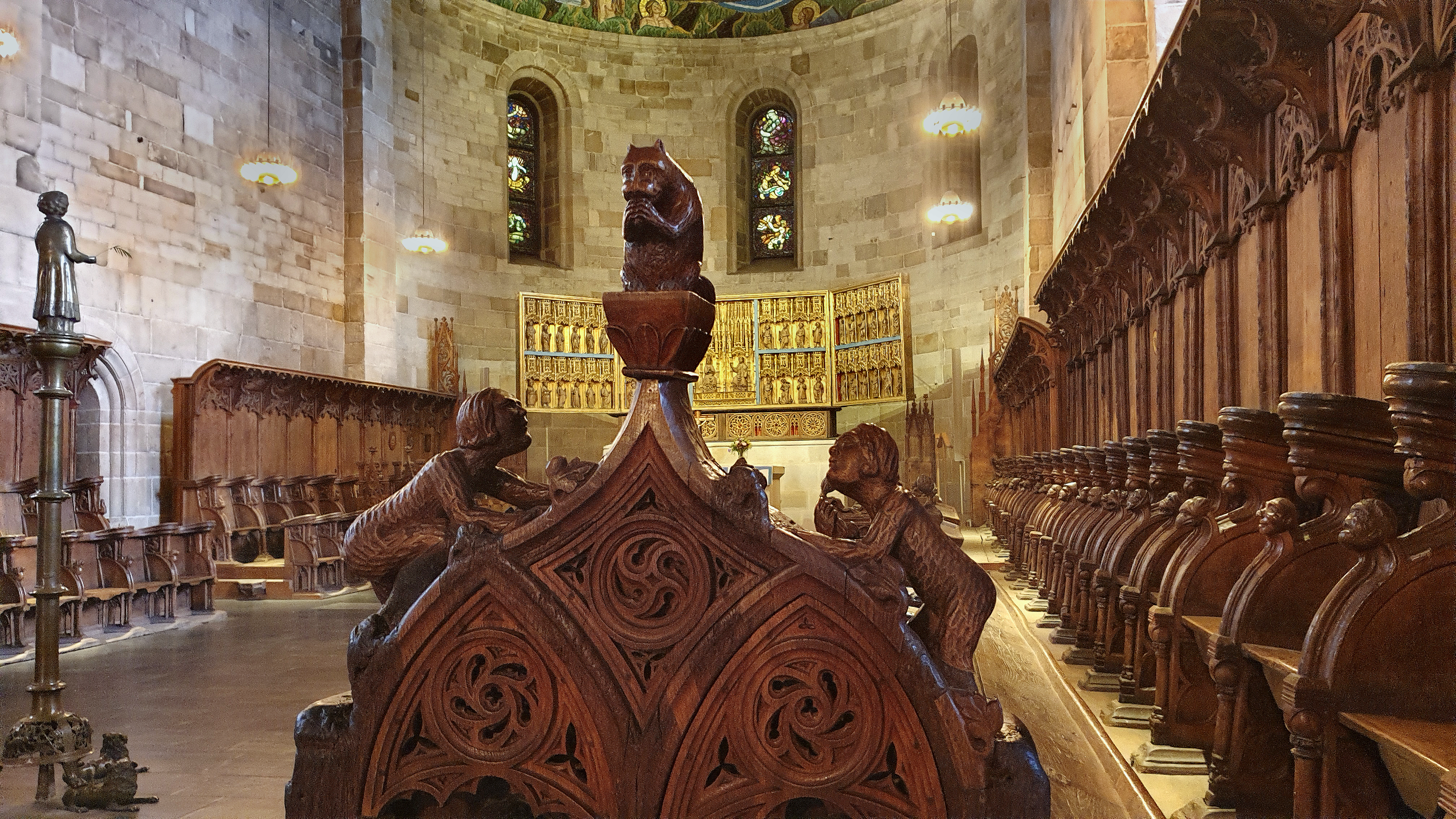
Les stalles du chœur et le grand chœur, détail.

Le long des murs du chœur se trouvent des stalles en chêne, richement sculptées. Elles datent du milieu du XIVe siècle même si plusieurs détails ont été sculptés durant la rénovation du XIXe siècle. Elles étaient probablement peintes initialement.
Au niveau des stalles ont été trouvés plusieurs objets du Moyen Âge, tel que le plus ancien jeu de cartes de Scandinavie ou des messages d'époque.

### Le retable

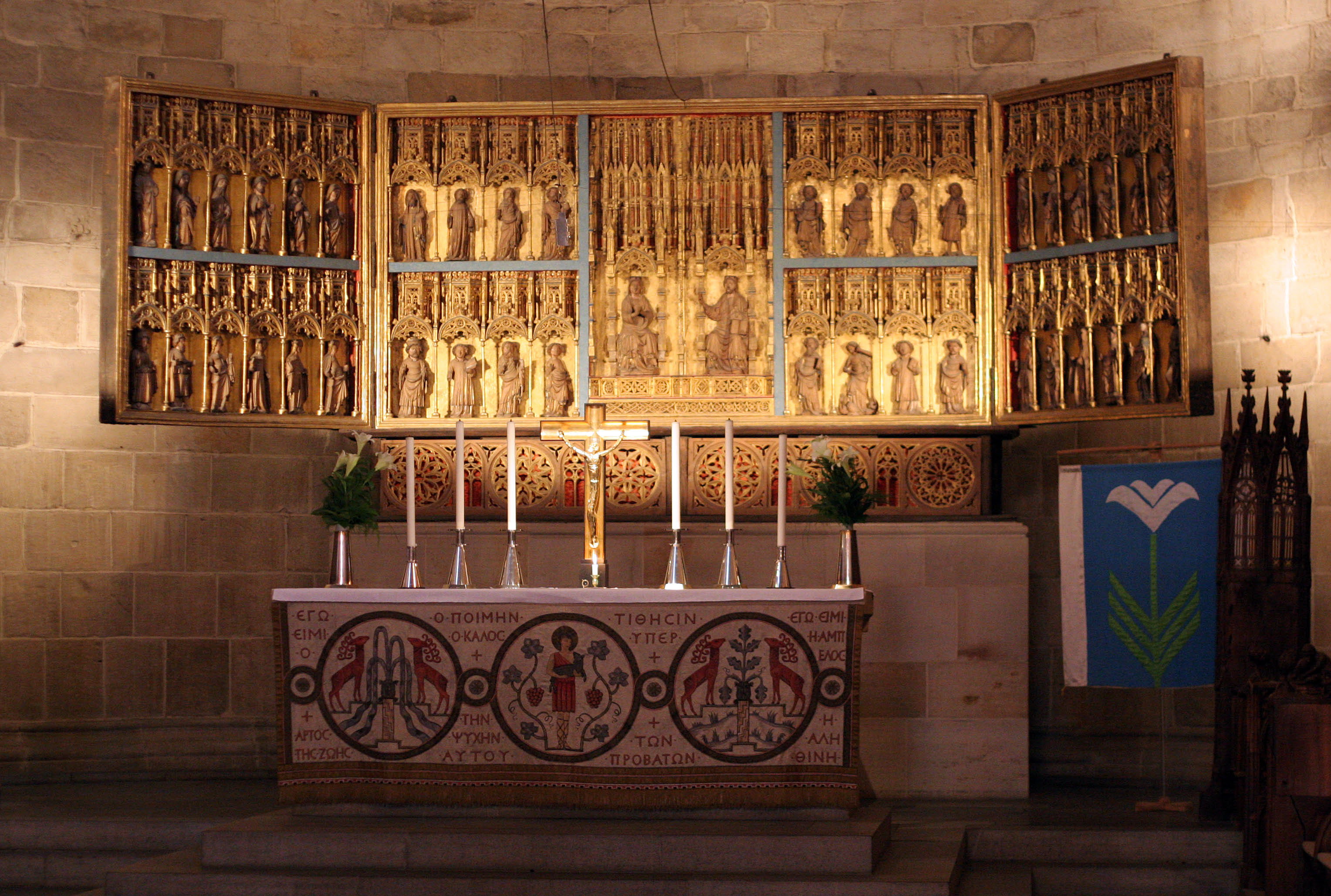
Le maître-autel, et le retable

Un riche retable est situé dans le chœur, près du maître-autel.  Il fut construit à Lübeck et donné à la cathédrale en 1398 par la riche Ide Pedersdatter Falk. Il est dédié à la Vierge Marie, qui est représentée couronnée reine du paradis par Jésus-Christ. Quarante saints sont représentés autour.

### La chaire

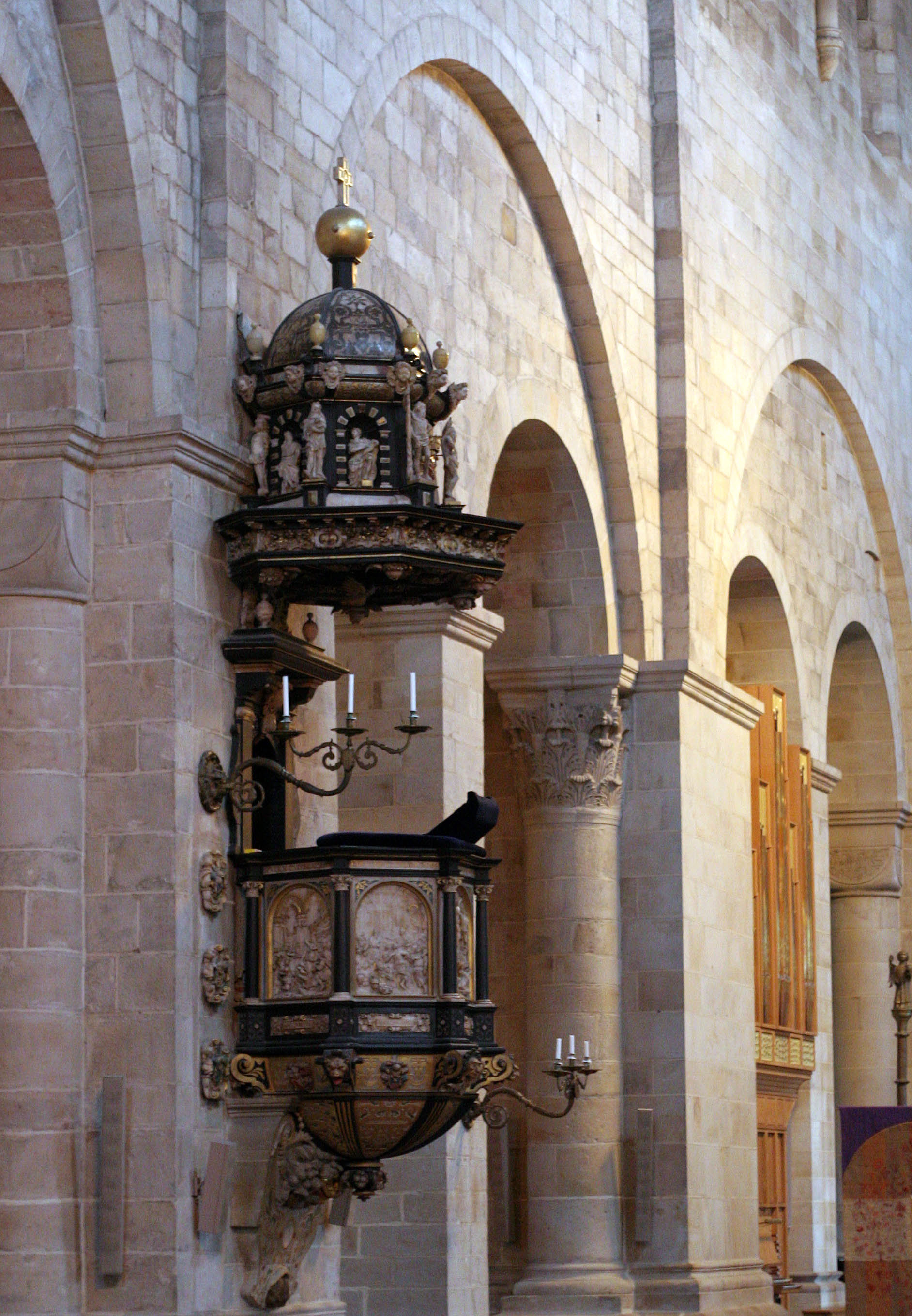
La chaire de la cathédrale

La chaire, située au milieu de la nef, est un des seuls éléments encore en place datant des transformations de la Réforme. Elle date pour être précis de 1592, construite par l'architecte allemand Johannes Ganssog en grès, calcaire, marbres blanc et noir et albâtre.